# Wendell Marshall
Wendell Marshall est un contrebassiste de jazz américain né en 1920 et décédé en 2002.

## Biographie
Wendell Marshall naît le 24 octobre 1920 à Saint-Louis dans l'État du Missouri aux États-Unis et meurt d'un cancer du colon dans la même ville le 6 février 2002,,.
Issu d'une famille très orientée vers la musique, il était le cousin du contrebassiste Jimmy Blanton,, de deux ans son aîné, mort de la tuberculose à l'âge de 23 ans seulement,, qui jouait dans l'orchestre de Duke Ellington et révolutionna le style de la contrebasse dans le jazz et fut imité à partir de 1941-1942 par tous les jeunes contrebassistes : Charles Mingus, John Levy, Georges Duvivier, Lloyd Trottman, Ray Brown, Curley Russell, Arvel Shaw et Wendell Marshall lui-même,.
C'est Jimmy Blanton qui, le premier, orienta Wendell Marshall vers la basse,.

## Formation
Wendell Marshall fit ses études à la Sumner High School et à la Lincoln University,, une université traditionnellement noire établie à Jefferson City (Missouri).
En 1942, il fait une interruption pour jouer avec Lionel Hampton, avant de retourner à Lincoln,.

## Carrière musicale
Après avoir fréquenté l'Université et servi dans l'armée de 1943 à 1946,, Wendell Marshall joue avec Jimmy Forrest et Buggs Roberts, et il dirige son propre trio à Saint-Louis en 1947,.
Il travaille pendant quelques mois avec Stuff Smith,,,,, un des principaux violonistes jazz de l'époque du swing.
En 1948, il s'installe à New York et rejoint l'ensemble de Mercer Ellington,,,, le fils de Duke Ellington.
Après quatre mois, Wendell Marshall rejoint Duke en septembre 1948,. Il fait ses débuts à Carnegie Hall avec l'ensemble de Duke le 13 novembre 1948.
Marshall réalise une série d'enregistrements importants avec Ellington dont deux surtout sortent du lot : Ellington Uptown enregistré en 1951-1952 pour Columbia et Piano Reflections, une série de duo et de trio pour piano enregistrés avec Ellington en 1953. Il apparaît également dans plusieurs films avec l'orchestre.
Ses sept années de tournée avec Duke Ellington lui forgent une solide réputation,. Dans ses Écrits sur le Jazz, Boris Vian, grand amateur et grand connaisseur de jazz, parle de lui en 1950 comme d'« un jeune bassiste à la puissance et à l'agilité étonnante ».
Il quitte Ellington en 1955 pour travailler en indépendant à New York, jouant dans des studios et des orchestres de Broadway,,. Il réalise des enregistrements avec Mary Lou Williams, Art Blakey, Donald Byrd, Milt Jackson et beaucoup d'autres,.
En 1955-1956, il forme avec Hank Jones et Kenny Clarke la section rythmique attitrée du label Savoy Records. De 1956 à 1963, il est le bassiste maison du label Prestige Records.
Wendell Marshall a joué sur plus de 370 albums et a probablement été le contrebassiste le plus actif à New York entre le milieu des années 1950 et le milieu des années 1960.
Il n'a réalisé qu'un seul album en tant que leader : Wendell Marshall with the Billy Byers Orchestra, pour RCA en 1955,.
En 1968, il quitte la musique et se retire à Saint-Louis,, pour se lancer dans les assurances.

## Discographie

### En tant que leader
Wendell Marshall n'a réalisé qu'un seul album en tant que leader : Wendell Marshall with the Billy Byers Orchestra, pour RCA en 1955,.

### En tant que sideman
Comme dit plus haut, il a joué sur plus de 370 albums et a probablement été le contrebassiste le plus actif à New York entre le milieu des années 1950 et le milieu des années 1960.
Avec Gene Ammons
- Twisting the Jug (Prestige, 1961), avec Joe Newman et Jack McDuff
- Soul Summit Vol. 2 (Prestige, 1961)
- Late Hour Special (Prestige, 1961)
- Velvet Soul (Prestige, 1961-62)
- Angel Eyes (Prestige, 1962)
- Sock! (Prestige, 1962)

Avec Dorothy Ashby
- The Jazz Harpist (Regent, 1957)

Avec Louis Bellson
- The Driving Louis Bellson (Norgran, 1955)

Avec Eddie Bert
- Musician of the Year (Savoy, 1955)

Avec Art Blakey
- Art Blakey Big Band (Bethlehem, 1957)

Avec Kenny Burrell
- Weaver of Dreams (Columbia, 1960–61)

Avec Harry Carney
- Harry Carney With Strings (1955)

Avec Kenny Clarke
- Kenny Clarke & Ernie Wilkins (Savoy, 1955), avec Ernie Wilkins
- Klook's Clique (Savoy, 1956)

Avec Arnett Cobb
- Party Time (Prestige, 1959)

Avec Earl Coleman
- Earl Coleman Returns (Prestige, 1956)

Avec Eddie Costa
- Guys and Dolls Like Vibes (Coral/Verve, 1958), avec Bill Evans et Paul Motian
- The House of Blue Lights (Dot, 1959), avec Paul Motian

Avec Eddie "Lockjaw" Davis
- Misty (Moodsville, 1960), avec Shirley Scott
- Trane Whistle (Prestige, 1960)

Avec Jimmy Giuffre
- The Music Man (Atlantic, 1958)

Avec Dodo Greene
- My Hour of Need (Blue Note, 1962)

Avec Tiny Grimes
- Callin' the Blues (Prestige, 1958), avec J. C. Higginbotham
- Tiny in Swingville (Swingville, 1959), avec Jerome Richardson

Avec Gigi Gryce
- Jazz Lab (Columbia, 1957), avec Donald Byrd
- Gigi Gryce and the Jazz Lab Quintet (Riverside, 1957)
- Modern Jazz Perspective (Columbia, 1957), avec Donald Byrd
- Doin' the Gigi (Uptown, 2011)

Avec Jimmy Hamilton
- It's About Time (Swingville, 1961)
- Can't Help Swinging (Swingville, 1961)

Avec Coleman Hawkins
- Accent on Tenor Sax (Urania, 1955)
- Soul (Prestige, 1958)
- Coleman Hawkins All Stars (Swingville, 1960), avec Joe Thomas et Vic Dickenson
- At Ease with Coleman Hawkins (Moodsville, 1960)

Avec Johnny Hodges
- Blue Rabbit (Verve, 1964)

Avec Milt Jackson
- Meet Milt Jackson (Savoy, 1956)
- Roll 'Em Bags (Savoy, 1956)
- The Jazz Skyline (Savoy, 1956)
- Jackson's Ville (Savoy, 1956)

Avec Willis Jackson
- Cool "Gator" (Prestige, 1959)
- Blue Gator (Prestige, 1960)
- Cookin' Sherry (Prestige, 1959–60)
- Together Again! (Prestige, 1959-60 [1965]), avec Jack McDuff
- Really Groovin' (Prestige, 1961)
- In My Solitude (Moodsville, 1961)
- Together Again, Again (Prestige, 1960 [1966]), avec Jack McDuff
- Thunderbird (Prestige, 1962)

Avec Illinois Jacquet
- Desert Winds (Argo, 1964)

Avec Bill Jennings
- Enough Said! (Prestige, 1959)
- Glide On (Prestige, 1960)

Avec J. J. Johnson et Kai Winding
- K + J.J. (Bethlehem, 1955)

Avec Lonnie Johnson
- Blues by Lonnie Johnson (Bluesville, 1960)

Avec Hank Jones
- The Trio (Savoy, 1955)
- Bluebird (Savoy, 1955)

Avec Herbie Mann
- Flute Flight (Prestige, 1957), avec Bobby Jaspar
- Flute Soufflé (Prestige, 1957), avec Bobby Jaspar
- Yardbird Suite (Savoy, 1957)

Avec Jack McDuff
- Brother Jack (Prestige, 1960)

Avec Carmen McRae
- Carmen McRae (Bethlehem, 1954)

Avec Gerry Mulligan
- Jazz Concerto Grosso (ABC-Paramount, 1957), avec Bob Brookmeyer et Phil Sunkel
- Two of a Mind (RCA Victor, 1962), avec Paul Desmond

Avec Oliver Nelson
- Meet Oliver Nelson (New Jazz, 1959)

Avec Joe Newman
- Joe's Hap'nin's (Swingville, 1961)

Avec Ike Quebec
- Bossa Nova Soul Samba (Blue Note, 1962)

Avec Betty Roche
- Singin' & Swingin (Prestige, 1960)

Avec Charlie Rouse et Paul Quinichette
- The Chase Is On (Bethlehem, 1958)

avec Pee Wee Russell
- Swingin' with Pee Wee (Swingville, 1960), avec Buck Clayton

Avec A. K. Salim
- Flute Suite (Savoy, 1957), avec Frank Wess et Herbie Mann

Avec Shirley Scott
- Soul Searching (Prestige, 1959)

Avec Al Sears
- Swing's the Thing (Swingsville, 1960)

Avec Hal Singer
- Blue Stompin' (Prestige, 1959), avec Charlie Shavers

Avec Al Smith
- Hear My Blues (Bluesville, 1959)

Avec Johnny "Hammond" Smith
- Gettin' the Message (Prestige, 1960)
- Stimulation (Prestige, 1961)
- Opus De Funk (Prestige, 1961])

Avec Sonny Stitt
- Sonny Stitt Plays (Roost, 1955)
- Sonny Stitt with the New Yorkers (Roost, 1957)

avec Buddy Tate
- Tate's Date (Swingville, 1960)

Avec Clark Terry:
- Clark Terry (EmArcy, 1955)

Avec Lucky Thompson
- Lucky Thompson Plays Jerome Kern and No More (Moodsville, 1963)

Avec Joe Wilder
- Wilder 'n' Wilder (Savoy, 1956)

Avec Ernie Wilkins
- Top Brass (Savoy, 1955)

Avec Lem Winchester
- Winchester Special (New Jazz, 1959)
- Lem's Beat (New Jazz, 1960)

Avec John Wright
- Nice 'n' Tasty (Prestige, 1960)
- Makin' Out (Prestige, 1961)
- Mr. Soul (Prestige, 1962)

Avec Larry Young
- Young Blues (New Jazz, 1960)